# Ohod Club
Ohod Club (arabsky: نادي أحد) je saúdskoarabský fotbalový klub z Medíny, který byl založen roku 1936. V současné době hraje druhou nejvyšší saúdskoarabskou ligu Saudi First Division. Domácí zápasy hraje na Prince Mohammed bin Abdul Aziz Stadium s kapacitou 24 000 míst.